# EchoStar 18
EchoStar 18 (EchoStar XVIII, USABSS-41) ist ein kommerzieller Kommunikationssatellit der DISH Network, einer Tochter der EchoStar Corporation.
Er wurde am 18. Juni 2016 um 21:38 UTC mit einer Ariane-5-Trägerrakete vom Raketenstartplatz Centre Spatial Guyanais (zusammen mit BRIsat) in eine geostationäre Umlaufbahn gebracht. Bei dieser Mission transportierte die Ariane 5 ein Rekordgewicht, wobei die beiden Satelliten und der Nutzlastadapter zusammen 10.730 Kilogramm wogen. Das Gewicht der beiden Raumfahrzeuge alleine betrug 9.840 Kilogramm.
Der dreiachsenstabilisierte Satellit ist mit 61 Ku-Band-Transpondern ausgerüstet und soll von der Position 109,9° West aus USA, Alaska, Hawaii, Puerto Rico und Kuba mit Telekommunikationsdienstleistungen versorgen. Der Satellit ist in der Lage 169 Kanäle gleichzeitig zu verwenden, wobei jeder über einer Bandbreite von 26 MHz verfügt. Er wurde auf Basis des Satellitenbus LS-1300 der Space Systems Loral gebaut und besitzt eine geplante Lebensdauer von 15 Jahren.